# ميخائيل ماثيوز
ميخائيل ماثيوز (26 أبريل 1914 في المملكة المتحدة - 29 مايو 1940 في فرنسا) (بالإنجليزية: Michael Matthews)‏ هو لاعب كريكت بريطاني (وحمل سابقاً جنسية المملكة المتحدة لبريطانيا العظمى وأيرلندا). لعب مع نادي الكريكت في جامعة أكسفورد ‏.

## وصلات خارجية
- ميخائيل ماثيوز على موقع إي آس بي آن كريك إنفو (الإنجليزية)